# Daniele Gregori
Daniele Gregori (Foligno, 18 febbraio 1976) è un allenatore di calcio ed ex calciatore italiano, di ruolo difensore.

## Carriera
Ha esordito in Serie A nel corso della stagione 2002-2003 con la maglia del Como, squadra 
con la quale aveva ottenuto la promozione in massima serie la stagione precedente. Sono 11 i gettoni raccolti in massima serie, che però non valgono la riconferma in serie A. Difatti viene prima prestato al Genoa e poi in sequenza veste le maglie di Salernitana, nuovamente Como e Venezia sempre in Serie B.
Nel 2005 scende in Serie C1 acquistato dal Pro Sesto. In seguito gioca per il Benevento, il Foligno, l'Angelana ed il Todi.
Dopo il ritiro, entra nello staff di Federico Giunti, seguendolo nelle sue esperienze con Gualdo, Foligno, Maceratese, Perugia e Milan Primavera.

## Palmarès

### Club

#### Competizioni nazionali
- Campionato italiano di Serie B: 1

Como: 2001-2002